# Лютник Уляна Міліївна
Уля́на Мі́ліївна Лю́тник — українська спортсменка-пауерліфтер, мешкає в Коломиї.
Представляє Коломийське фізкультурно-спортивне товариство «Україна». Здобула освіту в Прикарпатському університеті. Тренер-викладач з пауерліфтингу Яблунівської ДЮСШ «Соколята».

## Спортивні досягнення
- 2010 року в місті Олешки посіла перше місце на Чемпіонаті України серед студентів з пауерліфтингу,
- 2010 на Кубку України з пауерліфтингу здобула срібну медаль,
- в листопаді 2011-го на Чемпіонаті України у Полтаві здобула срібну медаль,
- у липні 2013-го вихованка Коломийської дитячо-юнацької спортивної школи Уляна Лютник посіла перше місце на Чемпіонаті України з паверліфтингу — вагова категорія до 63 кг.